# Biolumineszenz-Resonanzenergietransfer

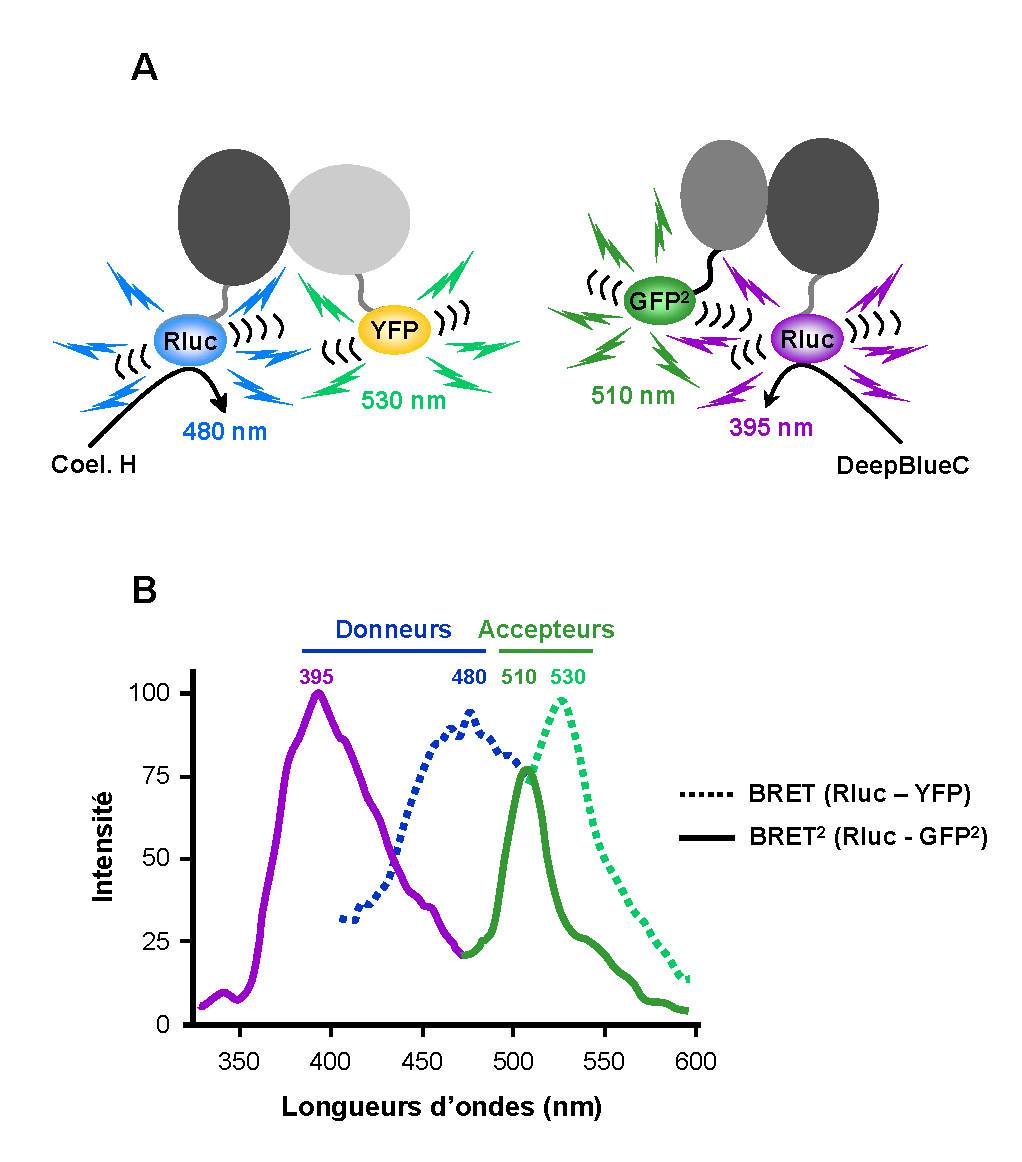
(A) Prinzip des BRET und BRET^{2}.
(B) Emissionsspektren von Donor und Akzeptor bei BRET und BRET^{2}.

Der Biolumineszenz-Resonanzenergietransfer (engl. Bioluminescence resonance energy transfer, kurz BRET) ist ein physikalischer Prozess der strahlungsfreien Energieübertragung, der auf dem Förster-Resonanzenergietransfer (FRET) beruht. Bei diesem Prozess wird Biolumineszenzenergie strahlungsfrei auf einen Fluoreszenzfarbstoff (Akzeptor-Fluorophor) übertragen. Da die Intensität des Biolumineszenz-Resonanzenergietransfers unter anderem vom Abstand der Biolumineszenzquelle und des Akzeptor-Fluorophors abhängt, wird der Biolumineszenz-Resonanzenergietransfer oft als Alternative zum Fluoreszenz-Resonanzenergietransfer als „optisches Nanometermaß“ insbesondere in der Biochemie und der Zellbiologie eingesetzt. Als Biolumineszenzquelle finden insbesondere das Enzym Rluc, eine Luciferase aus der Seefedernart Renilla reniformis (gemeine Seefeder), unter Verwendung ihres Substrats Coelenterazin h und als Akzeptor-Fluorophor das gelb fluoreszierende Protein YFP Anwendung. Eine Weiterentwicklung dieser klassischen BRET-Methode ist die BRET2-Methode, die auf der Verwendung des Substrats Coelenterazin 400a (DeepBlue C) und des Akzeptors GFP2 beruht.